# Suurisaari (ö i Finland, Norra Karelen, Mellersta Karelen)
Suurisaari är en ö i Finland. Den ligger i sjön Suuri-Onkamo och i kommunen Rääkkylä i den ekonomiska regionen  Mellersta Karelens ekonomiska region  och landskapet Norra Karelen, i den sydöstra delen av landet, 400 km nordost om huvudstaden Helsingfors. Öns area är 14,2 hektar och dess största längd är 0,6 kilometer i öst-västlig riktning.